# Charmois-l'Orgueilleux
Charmois-l'Orgueilleux és un municipi francès, situat al departament dels Vosges i a la regió del Gran Est. L'any 2007 tenia 591 habitants.

## Demografia

### Població
El 2007 la població de fet de Charmois-l'Orgueilleux era de 591 persones. Hi havia 192 famílies, de les quals 44 eren unipersonals (28 homes vivint sols i 16 dones vivint soles), 64 parelles sense fills, 60 parelles amb fills i 24 famílies monoparentals amb fills.
La població ha evolucionat segons el següent gràfic:
Habitants censats

### Habitatges
El 2007 hi havia 245 habitatges, 201 eren l'habitatge principal de la família, 13 eren segones residències i 31 estaven desocupats. 236 eren cases i 9 eren apartaments. Dels 201 habitatges principals, 175 estaven ocupats pels seus propietaris, 19 estaven llogats i ocupats pels llogaters i 7 estaven cedits a títol gratuït; 1 tenia una cambra, 4 en tenien dues, 24 en tenien tres, 39 en tenien quatre i 133 en tenien cinc o més. 148 habitatges disposaven pel capbaix d'una plaça de pàrquing. A 93 habitatges hi havia un automòbil i a 84 n'hi havia dos o més.

### Piràmide de població
La piràmide de població per edats i sexe el 2009 era:
| Homes | Edats   | Dones |
| ----- | ------- | ----- |
| 0     | 95 o +  | 0     |
| 8     | 90 a 94 | 4     |
| 0     | 85 a 89 | 40    |
| 8     | 80 a 84 | 12    |
| 8     | 75 a 79 | 28    |
| 8     | 70 a 74 | 12    |
| 8     | 65 a 69 | 8     |
| 24    | 60 a 64 | 12    |
| 0     | 55 a 59 | 20    |
| 32    | 50 a 54 | 8     |
| 16    | 45 a 49 | 24    |
| 8     | 40 a 44 | 20    |
| 32    | 35 a 39 | 32    |
| 24    | 30 a 34 | 16    |
| 12    | 25 a 29 | 20    |
| 24    | 20 a 24 | 12    |
| 28    | 15 a 19 | 16    |
| 24    | 10 a 14 | 32    |
| 16    | 5 a 9   | 24    |
| 8     | 0 a 4   | 28    |

## Economia
El 2007 la població en edat de treballar era de 320 persones, 232 eren actives i 88 eren inactives. De les 232 persones actives 215 estaven ocupades (124 homes i 91 dones) i 17 estaven aturades (8 homes i 9 dones). De les 88 persones inactives 26 estaven jubilades, 28 estaven estudiant i 34 estaven classificades com a «altres inactius».

### Ingressos
El 2009 a Charmois-l'Orgueilleux hi havia 203 unitats fiscals que integraven 530 persones, la mediana anual d'ingressos fiscals per persona era de 16.090 €.

### Activitats econòmiques
Dels 10 establiments que hi havia el 2007, 1 era d'una empresa alimentària, 1 d'una empresa de fabricació d'altres productes industrials, 5 d'empreses de comerç i reparació d'automòbils, 2 d'empreses d'hostatgeria i restauració i 1 d'una entitat de l'administració pública.
L'únic servei als particulars que hi havia el 2009 era un restaurant.
Dels 3 establiments comercials que hi havia el 2009, 1 era una botiga de més de 120 m², 1 una botiga de menys de 120 m² i 1 una fleca.
L'any 2000 a Charmois-l'Orgueilleux hi havia 25 explotacions agrícoles que ocupaven un total de 1.326 hectàrees.

## Equipaments sanitaris i escolars
El 2009 hi havia una escola elemental.

## Poblacions més properes
El següent diagrama mostra les poblacions més properes.